# 抑うつリアリズム理論
抑うつリアリズム理論（英：Depressive realism）とは、抑うつ状態にある個人が非抑うつ状態の個人よりも現実的な推論を行うとする仮説であり、ローレン・アローイとリン・イボンヌ・エイブラムソンによって提唱された。

## 概要
抑うつ状態の個人は、反復的で否定的かつ自動的な思考、不適応な行動、そして機能不全な世界観といった、否定的認知バイアスを持つと考えられているが、抑うつリアリズム理論は、これらの否定的思考こそが世界をより正確に評価したものであり、抑うつでない個人の評価は肯定的思考に偏っているのだと主張している。現在、いくつかの証拠は抑うつリアリズム理論の妥当性を擁護するが、同時に理論の妥当性を疑問視する証拠も存在している。

## 根拠

### 実験による証拠
参加者がボタンを押したときに、ライトが点灯したかどうかについて、彼らがコントロールを持っているかどうか感じたかを評価するように求められたとき、抑うつ者は、非抑うつ者よりも正確なコントロールの評価を下していた。フィードバックなしでタスクを完了し、そのパフォーマンスを評価するように求められた参加者の中では、抑うつ者は非抑うつ者よりも正確な自己評価を下した。 
一連のタスクを実行するように依頼された場合には、各ステップのそれぞれの後にパフォーマンスに関するフィードバックが与えられた参加者、もしくは、すべてのタスクを完了した後に全体的なパフォーマンスを自己評価した参加者では、ともに抑うつ者は非抑うつ者より、より正確な自己評価を下す傾向があった。抑うつ者は、タスクを完了した直後と、しばらくして自分のパフォーマンスを評価するよう求められたとき、時間を置かずとも、経過した後でも、両方で正確な評価を下していた。

## 反証
一部の研究者は、抑うつリアリズムに関する証拠は決定的ではないと主張する。その根拠として、現実を客観的に測定する基準が存在しないこと、抑うつの診断の信頼性に疑問が残ること、そして研究結果が現実世界に必ずしも当てはまらない可能性があることを挙げている。多くの研究は抑うつ症状の自己申告に依存しているが、自己申告にはバイアスがかかりやすいことが知られている。したがって、これらの研究における抑うつの診断の妥当性は保証されておらず、より客観的な測定方法の必要性が示唆される。さらに、多くの研究デザインは現実世界の現象を適切に反映していないため、抑うつリアリズム仮説の外的妥当性は低い可能性がある。また、抑うつリアリズム効果は、抑うつ状態にある人が自身の否定的バイアスを裏付ける状況に置かれていることによる単なる副産物である可能性も懸念されている。

### 実験による反証
自身および他者のパフォーマンスを評価するよう求められた際、非抑うつ状態の個人は自身を評価する際に正方向のバイアスを示したが、他者を評価する際にはバイアスを示さなかった。一方、抑うつ状態の個人は自身を評価する際にはバイアスを示さなかったが、他者を評価する際には正方向のバイアスを示した。
公の場と私的な場における参加者の思考を評価したところ、非抑うつ状態の個人の思考は私的な場よりも公の場でより楽観的であったのに対し、抑うつ状態の個人の思考は公の場でより悲観的であった。
課題直後とその少し後に自身のパフォーマンスを評価するよう求められた際、抑うつ状態の個人は課題直後の自己評価はより正確であったが、時間が経つにつれてより否定的になった。一方、非抑うつ状態の個人は直後も少し時間が経った後も肯定的であった。
抑うつ状態の個人は、実際に制御できない状況において制御できないことを正確に判断するが、この評価は制御可能な状況にも持ち越されるため、抑うつ状態の人の視点は全体としてより正確であるとは言えないことが示唆される。
ある研究では、現実世界において、抑うつ状態の個人は実際には非抑うつ状態の個人よりも予測の正確性が低く、過剰な自信を持っていることが示唆されている。また、参加者の帰属の正確さは、抑うつ症状の有無や重度よりも、全体的な帰属スタイルに関連している可能性がある。

## さらに読む
- Adelson, Rachel (April 2005). “Probing the puzzling workings of 'depressive realism'”. APA Monitor 36 (4):  30.
- Cummins, R.A.; Nistico, H. (2002). “Maintaining life satisfaction: The role of positive cognitive bias”. Journal of Happiness Studies 3:  37–69. doi:10.1023/A:1015678915305.
- Taylor, Shelley E.; Armor, David A. (December 1996). “Positive Illusions and Coping with Adversity”. Journal of Personality 64 (4):  873–898. doi:10.1111/j.1467-6494.1996.tb00947.x. PMID 8956516.
- “Depressive Realism May Not Be Real”.   Psychology Today (2011年). 2011年8月閲覧。